# Ludwiger (Adelsgeschlecht)
Ludwiger ist der Name eines in den Adelsstand erhobenen Pfännergeschlechts der Stadt Halle (Saale).

## Geschichte

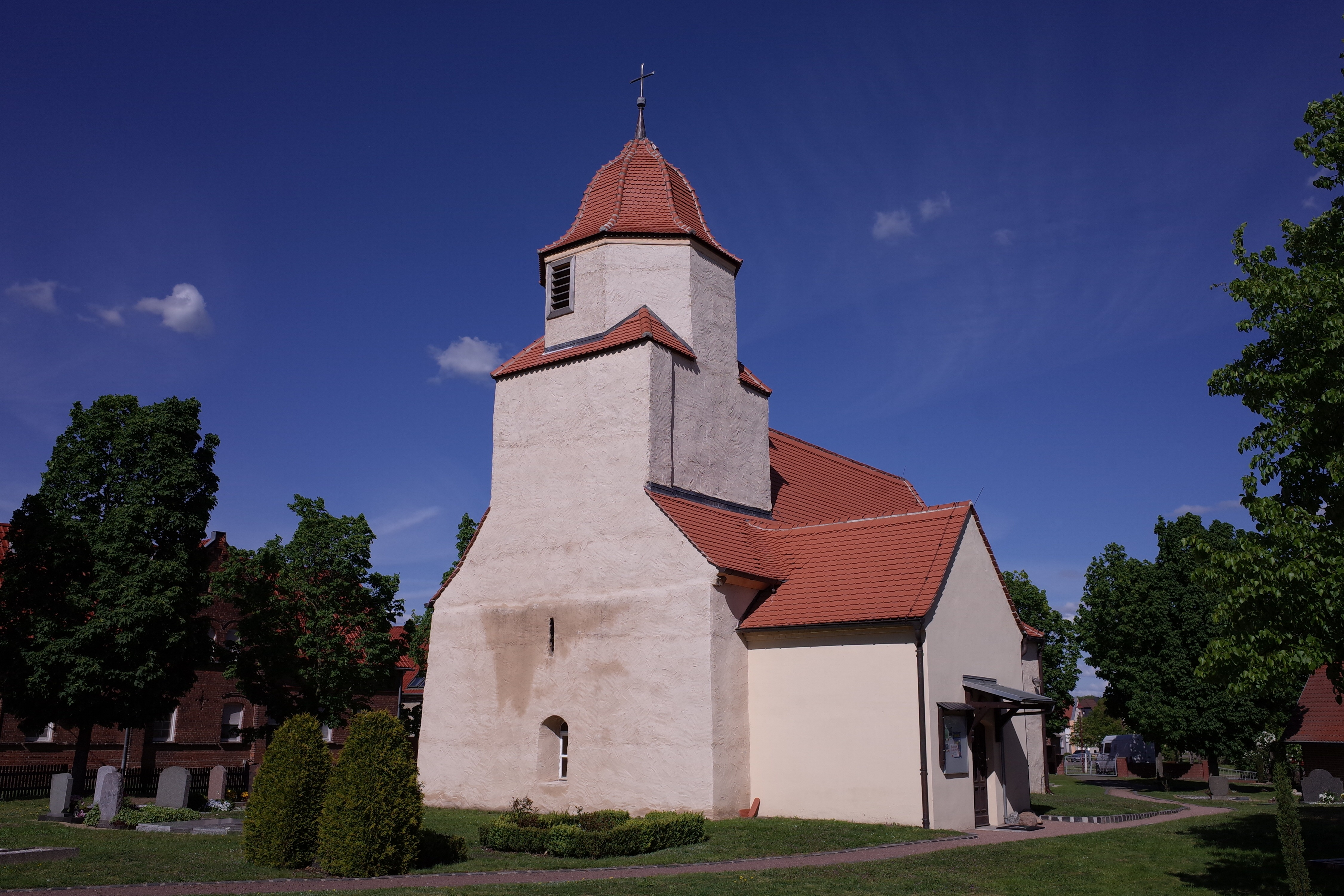
Die Grablege der Familie befand sich in der Kirche in Reuden

Ältester bekannter Vertreter des Geschlechts ist der promovierte Jurist Balthasar Ludwiger, der 1497 Assessor am Schöppenstuhl Halle war. Der Erhebung in den rittermäßigen Adelsstand mit Wappenbesserung erfolgte durch Rudolph II. am 11. Juli 1597 in Prag für Jonas Ludwiger und dessen beide Brüder Caspar und Erasmus Ludwiger, alle drei Söhne des Apothekers Wolff Ludwiger. In den Wirren des Dreißigjährigen Krieges wurde der Adelstitel nicht mehr geführt, so dass Johann Caspar Ludwiger 1696 beim Kurfürst von Brandenburg erfolgreich die Erneuerung des Adelsstandes beantragte. Die kursächsische Anerkennung erfolgte am 18. November 1696.
Im 19. Jahrhundert verbreitete sich das Geschlecht nach Ostpreußen und Österreich.

## Besitzungen
- Trossin (bis 1673)
- Reuden (ab 1673)
- Zschepkau (ab 1673)
- Auligk

## Wappen
- Blasonierung: In Blau eine strahlende goldene Sonne.

## Persönlichkeiten
- Ludwig Erasmus Ludwiger (1620–1678), Pfänner und Rittergutsbesitzer in Trossin, Reuden und Zschepkau
- Hans Gottlob von Ludwiger (1685–1793), Pfänner, preußischer Kriegsrat, kursächsischer Hauptmann der Kavallerie und Rittergutsbesitzer
- Hans von Ludwiger (1877–1966), deutscher Offizier und Politiker (DNVP)
- Hartwig von Ludwiger (1895–1947), deutscher Offizier, zuletzt Generalleutnant im Zweiten Weltkrieg
- Herbert Gottlob von Ludwiger (1906–1938), Dr. phil., Physiker und Meteorologe, Raumfahrtpionier
- Illobrand von Ludwiger (1937–2023), deutscher Buchautor (Ufologie)